# 오성윤
오성윤(吳成允, 1963년 ~ )은 대한민국의 애니메이션 감독이다. 2011년 《마당을 나온 암탉》으로 감독으로 데뷔하였다. 《마당을 나온 암탉》은 대한민국 제작 애니메이션 영화로서는 최고의 흥행고를 올렸다. 2018년에는 《언더독》을 연출하였다.
서울대학교 서양화과를 졸업했다. 대학 재학중에는 장소가 한정된 예술인 미술에 답답함을 느꼈고, 오히려 동아리 활동을 통해 접한 연극에 관심을 가졌다. 대학 졸업 후 노동영화 작업을 준비하던 중에 애니메이션 작업을 했던 것을 계기로, 1989년부터 애니메이션 업계에 뛰어들었다. 이후 《둘리의 얼음별 대모험》, 《영혼기병 라젠카》, 《고인돌》, 《누들누드》 그리고 국가인권위원회가 제작한 인권 애니메이션 〈별별 이야기〉 등의 작품들을 기획하고 프로듀서로 참여하였다.

## 연출 작품 목록
- 마당을 나온 암탉(2011)
- 언더독(2018)